# Artur Kühn
Ernst Artur Kühn, auch Arthur Kühn, (* 6. Dezember 1883 in Naundorf (Sachsen); † 18. November 1944 in Berlin) war ein deutscher Schlosser und Kunstschmied. Er hatte 1925 die Bauschlosserei A. Kühn &. Co gegründet, die im Laufe der Zeit in Berlin mit großem Erfolg agierte. Nach dem Tod von Artur Kühn führte seine Ehefrau die Geschäfte erfolgreich weiter. Zwischen 1972 und 1990 war die renommierte Werkstatt ein Volkseigener Betrieb, danach wurde sie reprivatiert. Zum Jahr 2002 erfolgte ein Eigentümerwechsel und sie erhielt den Namen Fittkau Metallbau und Kunstschmiede GmbH.

## Leben
Artur Kühn machte zunächst nach dem obligatorischen Schulbesuch in seiner Geburtsstadt eine Lehre zum Kunstschlosser. Er heiratete Martha Flora Schulze, Tochter eines Bergarbeiters. Um das Jahr 1909 zogen sie nach Mariendorf bei Berlin und mieteten eine Wohnung in der Chausseestraße 288 (heute Mariendorfer Damm 85). Im Jahr 1907 wurde ihre Tochter Luise geboren, 1910 Sohn Fritz Kühn. Womit die Familie anfangs ihren Lebensunterhalt verdiente, ist nicht überliefert. Das Wohnhaus gehörte jedenfalls dem Schmiedemeister R. Arnhold und so ist nicht auszuschließen, dass Artur in dessen Werkstatt arbeitete. Um das Jahr 1919 erfolgte ein familiärer Umzug in die Hertastraße 7 nach Berlin-Pankow.
Der Bruder von Artur Kühn, Theodor Kühn, hatte den gleichen Ausbildungsweg beschritten und war als Schlossergeselle bereits vor Artur in das boomende Berlin gezogen. Er wohnte zunächst in Mariendorf (Strelitzstraße), und nach der Hochzeit mit Fanny Bernhardt bezogen sie eine Wohnung in Berlin-Pankow, Schönhauser Allee 132. Fanny Kühn ließ sich von ihrem Schwager Artur Kühn als mithaftende Gesellschafterin für die geplante Firmengründung gewinnen. Unter dem Namen A. Kühn & Co. (Bauschlosserei und Erzeugnisse der Eisenindustrie) erfolgte zum 1. Juli 1925 die Eintragung in das Berliner Handelsregister als OHG beim Amtsgericht Charlottenburg. Die Schlosser- und Schmiedewerkstatt entstand auf einem vormaligen Freigelände in Berlin-Weißensee, Heinersdorfer Straße 9. Mit wie vielen Mitarbeitern Artur Kühn dort begann, ist nicht bekannt. Da aber sein Bruder ebenfalls gelernter Schlosser und Schmied war und über seine Frau auch an dem Unternehmen beteiligt, wird er wohl mit angepackt haben. Die rasch wachsende Industrie und Bevölkerungszahl der damaligen Reichshauptstadt bot beste Bedingungen für selbstständige Handwerker – Schlosserarbeiten aller Art waren sehr gefragt. So entwickelte sich die neue Firma A. Kühn & Co schnell und erfolgreich, auch Bruder Theodor Kühn meldete 1928 seine eigene Firma als Theodor Kühn Kunstschmiede, Schlosserei & Eisenkonstruktions-Werkstätten an. Diese Werkstätten arbeiteten in einem Hofgebäude direkt im Wohnblock Schönhauser Allee.
Für die in Weißensee befindliche Schlosserei ließ sich Artur Kühn bei allen Berliner Versorgungsbetrieben (Bewag, Gasag, Wasserbetriebe) registrieren und konnte damit komplexe Ausstattungsarbeiten übernehmen. Nach den ersten Jahren erwiesen sich die Werkstattgröße, die Lagermöglichkeiten und die Nebenräumlichkeiten bereits als unzureichend, und die Verkehrsanbindung war auch nicht die beste. Da kam dem Firmenchef ein glücklicher Zufall zu Hilfe – der Fabrikant Carl Ruthenberg gab die von ihm aufgebaute Produktion von Goldleisten an drei Weißenseer Standorten schrittweise auf und suchte Nachmieter seiner Werkstätten. Die beiden Gewerbeeinheiten in der Lehderstraße waren über die unweit verlaufende Industriebahn Tegel–Friedrichsfelde erreichbar. Damit konnten die immer weiter steigenden Materiallieferungen (Roheisen, Holz, Kohle oder Koks) und der Transport der fertigen Erzeugnisse kostengünstig und schnell erledigt werden. Kühn, der inzwischen seinen Meisterbrief erworben hatte, pachtete daher um das Jahr 1930 im Gewerbekomplex Lehderstraße 74–79 die notwendigen Räumlichkeiten. Der Firmenchef selbst war mit seiner Familie in den 1930er Jahren in die Talstraße 17 in Berlin-Pankow umgezogen.
Einen bedeutenden Entwicklungsschub erhielt Artur Kühns Unternehmen im Zusammenhang mit der Durchführung der Olympischen Sommerspiele 1936 in Berlin. Das Olympiastadion konnte er mit metallenen Kassenhäuschen ausrüsten, die vielen neuen Kaufhäuser, Bankgebäude, Exklusivgeschäfte und Wohnvillen benötigten jede Form der Ausstattung – von einfachen Treppengeländern, Türklinken bis zu Firmenschildern und Schmuckbalustraden war alles in den Auftragsbüchern zu finden. Ein wichtiges und wirtschaftlich bedeutendes Erzeugnis für alle Großbauten wurde die von Artur Kühn entwickelte und 1936 zum Patent angemeldete Feuerschutztür.
Ziemlich plötzlich und noch vor Ende des Zweiten Weltkriegs verstarb der Firmengründer 1944.
(Das gleichartige Unternehmen von Theodor Kühn bestand bis zum Ende des Zweiten Weltkriegs weiterhin in der Schönhauser Allee, die Familie hatte jedoch in Berlin-Heiligensee (Haselhuhnweg 17) eine Immobilie erworben.)
Artur Kühns Witwe übernahm 1944 unmittelbar die Firmenleitung und ließ sich das 1949 in dem wieder arbeitenden Amtsgericht Mitte dokumentieren. Nach kurzer Arbeitsunterbrechung der Schlosserei im Sommer 1945 setzte sich die Firmengeschichte in Weißensee erfolgreich fort. Die Lage der Firmen A. Kühn (in Ost-Berlin) und Theodor Kühn (in West-Berlin) in unterschiedlichen Sektoren der Stadt führte dazu, dass die Schwägerin Fanny Kühn als mithaftende Gesellschafterin ausschied und Flora Kühn amtlich ab 22. Januar 1952 Alleininhaberin wurde. Sie wechselte zu dieser Zeit ihre Wohnung innerhalb des Bezirks Pankows noch einmal und wohnte jetzt in der Thulestraße 61.
Ungefähr in den Jahren 1965/1966 kam eine Schleiferei im Pankower Stadtteil Berlin-Buchholz (Berliner Straße 7a) als zweiter Betriebsteil hinzu.
Die folgenden gesellschaftlich-politischen Veränderungen in der DDR und in Berlin führten zum Verschwinden des Firmengründer-Namens aus der Bezeichnung des Unternehmens. Die amtsgerichtliche Eintragung zu diesem Vorgang lautete ganz unverfänglich: „Durch Verkauf der Grund- und materiellen Umlaufmittel des Betriebes per 14. Mai 1972 ist die Firma mit Wirkung vom 21. September 1972 erloschen.“ Konkret bedeutete das, A. Kühn & Co. wurde zwangsenteignet und hieß bis 1990 VEB Kunstschmiede Berlin.
Die langjährige Firmeninhaberin Flora Kühn verstarb etwa im Jahr 1966, die Geschäfte bis 1972 führte wahrscheinlich Enkel Achim Kühn, denn Sohn Fritz Kühn war 1967 verstorben.
Die 1990 von den Nachkommen Artur Kühns (Achim Kühn und dessen Ehefrau Helgard Kühn) vorgenommene Reprivatisierung führte nach der Wende zum Aufleben des historischen Firmennamens, das Unternehmen trat nun als Arthur Kühn Kunstschmiede Metallbau GmbH (Neueintragung im Amtsgericht unter HR B 36347) auf dem gesamtdeutschen Markt auf. Der historische Standort in der Lehderstraße musste wegen steigendem Platzbedarf, baulicher und hygienischer Mängel sowie unklarer Eigentumsverhältnisse aufgegeben werden und das Team bezog einen kompletten Neubau in einem gerade erschlossenen Gewerbegelände nahe der Darßer Straße (damals noch zum Bezirk Weißensee gehörend).
Wegen zunehmender Probleme zwischen den Firmenerben sowie einigen Mitarbeitern kam es letztendlich zum Verkauf der Werkstatt an den hier tätigen Kunstschmiedemeister Stefan Fittkau. Die Einrichtung heißt seitdem Fittkau Metallbau und Kunstschmiede GmbH, arbeitet in der Tradition des Firmengründers und de jure als Fortsetzung der Firma an dem neuen Standort Darßer Bogen im Ortsteil Berlin-Stadtrandsiedlung Malchow.